# GIRK
G-белок-связанные калиевые каналы внутреннего выпрямления (так называемые GIRK) — это подсемейство калиевых каналов внутреннего выпрямления, которые активируются (открываются) вследствие передачи сигнала с активированного вследствие связывания лиганда-агониста G-белок-связанного рецептора, вследствие чего от G-белка отсоединяется димер из βγ-субъединиц, который и активирует GIRK.
Каналы подтипа GIRK1, GIRK2 и GIRK3 широко представлены в ЦНС, где их области распределения частично перекрываются. Каналы подтипа GIRK4, однако, в основном находятся в сердце.

## Подтипы
| Белок | Ген   | Синонимы |
| ----- | ----- | -------- |
| GIRK1 | KCNJ3 | Kir3.1   |
| GIRK2 | KCNJ6 | Kir3.2   |
| GIRK3 | KCNJ9 | Kir3.3   |
| GIRK4 | KCNJ5 | Kir3.4   |

## Примеры
Большое количество разнообразных G-белок-связанных рецепторов способны активировать GIRK. Среди них, в том числе, такие, как мускариновые холинорецепторы подтипа M2, аденозиновые A1, α2-адренорецепторы, дофаминовые рецепторы подтипа D2, μ-, δ- и κ- опиоидные рецепторы, 5-HT1A-рецептор, соматостатиновые рецепторы, галаниновый рецептор, метаботропные глутаматные рецепторы, ГАМК-рецепторы, рецепторы к следовым аминам, лизофосфолипидный рецептор.
Важный частный пример GIRK — это подмножество калиевых каналов в сердце, которые, будучи активированы парасимпатическими нервными влияниями со стороны блуждающего нерва при посредничестве ацетилхолина и M2-мускариновых холинорецепторов, вызывают исходящий ток ионов калия из клеток миокарда, что вызывает замедление частоты сердечных сокращений. Они называются мускариновые калиевые каналы (IKACh) и являются гетеротетрамерами, состоящими из двух субъединиц GIRK1 и двух субъединиц GIRK4.